# (4027) Mitton
(4027) Mitton ist ein Hauptgürtelasteroid, der am 21. Februar 1982 von Ted Bowell von der Anderson-Mesa-Station des Lowell-Observatoriums aus entdeckt wurde.
Der Asteroid wurde nach dem britischen Ehepaar Simon und Jacqueline Mitton benannt.